# Andrew Haydon Alcock

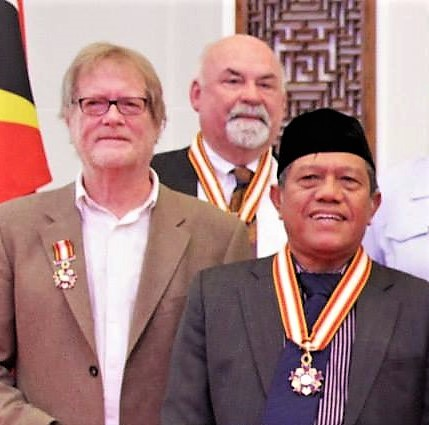
Andrew Haydon Alcock (hinten), zusammen mit Peter Wesley-Smith (links) und Muchtar Pakpahan

Andrew Haydon Alcock (* 27. Januar 1943) ist ein australischer Osttimoraktivist, der sich gegen die indonesische Besetzung des Landes zwischen 1975 und 1999 einsetzte.

## Werdegang
Alcock war von 1975 bis 2002 Mitglied der Campaign for Independence of East Timor CIET in Adelaide. Er war Informationsbeauftragter und verfasste Pressemitteilungen und Artikel, gab Interviews und hielt öffentliche Reden. Für den Widerstandssender kaufte er zwei Funkgeräte, die er selber bezahlte. 1979 organisierte Alcock eine internationale Konferenz an der University of Adelaide zum Thema Osttimor, Australien und die Region.
1992 nahm Alcock an der Mission Frieden in Timor teil, bei der Unabhängigkeits- und Friedensaktivisten versuchten unter großer Aufmerksamkeit der Presse mit der Fähre Lusitânia Expresso nach Osttimor zu fahren, um gegen das Santa-Cruz-Massaker zu protestieren.
1996 nahm Alcock an der Asia Pacific Conference zu Osttimor im malaysischen Kuala Lumpur teil. Alle Teilnehmer der Konferenz wurden festgenommen und ausgewiesen, darunter drei Bischöfe und die beiden Osttimoresen Abel Guterres und Joaquim da Fonseca. 2002 half Alcock bei der Gründung der Associação Australiana de Amizade com Timor-Leste, einer staatlichen Gruppe, die Projekte im inzwischen unabhängigen Osttimor unterstützt.

## Auszeichnungen
2014 erhielt Alcock von Osttimors Präsident Taur Matan Ruak die Medal des Ordem de Timor-Leste.